# Jens Ribestrand
Jens Kenneth Ribestrand (tidigare Ståhlberg), född 7 april 1962 i Gustav Vasa församling i Stockholms stad, är en svensk militär.

## Biografi
Jens Ståhlberg avlade officersexamen vid Krigsskolan 1988 och utnämndes samma år till fänrik vid Vaxholms kustartilleriregemente, där han befordrades till kapten 1994 och till major 1997. Han ändrade sitt efternamn till Ribestrand under första hälften av 1990-talet.
Efter att ha befordrats till överstelöjtnant placerades Ribestrand 2010 som stabschef och ställföreträdande regementschef vid Amfibieregementet. Från den 9 januari 2013 till den 23 januari 2014 var han tillförordnad chef för regementet och för Haninge garnison, varefter han återinträdde i tjänsten som stabschef.
Numer tjänstgör Ribestrand som chef över Stabsavdelningen på Marinstaben.